# Бровко, Анатолий Григорьевич
Анато́лий Григо́рьевич Бровко́ (род. 22 августа 1966, Днепропетровская область, Украинская ССР, СССР) — российский хозяйственный и государственный деятель, глава Администрации Волгоградской области с 2010 по 2012 годы. С 2024 года генеральный директор «Челябинского электрометаллургического комбината».

## Биография
Родился 22 августа 1966 года в селе Дмитровка Днепропетровской области Украинской ССР. В 1985 году окончил Донецкий политехнический техникум. В 1993 году — Государственную академию управления (Москва).
Трудовую деятельность начинал слесарем на Ждановском коксохимическом заводе.
Проходил службу в Вооружённых силах.
С 1993 года работал экономистом Производственно-коммерческой фирмы «Комета» (Москва). С 1994 года — главный бухгалтер АО «Русские нефтепродукты» (Москва). Работал заместителем генерального директора по экономике и финансам Кузнецкого металлургического комбината. В 1999 году возглавил Волжский трубный завод, который стал лучшим в отрасли. С 2002 по 2003 год одновременно руководил Волжским трубным и Таганрогским металлургическим заводами. В 2003 году был назначен заместителем генерального директора Трубной металлургической компании. C 2004 по 2005 — генеральный директор ОАО «Кольчугцветмет» (город Кольчугино, Владимирская область).
С октября 2005 года Бровко возглавлял некоммерческое партнёрство «Агентство инвестиций и развития Волгоградской области». 4 сентября 2006 года назначен заместителем главы администрации области Николая Максюты по инвестициям и торговле. С 1 июля 2009 года назначен заместителем Главы Администрации Волгоградской области по предпринимательству, промышленности и торговле. В феврале 2009 года Анатолий Бровко вошёл в «первую сотню» президентского резерва управленческих кадров.
В то же время Анатолий Бровко занимал пост руководителя венчурного фонда Волгоградской области. Впоследствии из фонда было похищено 140 млн руб. По данному факту возбуждено уголовное дело. 16 июня 2011 года арбитражный суд Волгоградской области вынес решение о взыскании с компании «НИКОР кэпитал партнерз» — правопреемника «Ай-Мэн Кэпитал» — 140 млн руб. в пользу области. Помимо этого, суд признал недействительным договор, заключённый между областным венчурным фондом и управляющей компанией, конкурс по отбору управляющей компании и протокол заседания попечительского совета венчурного фонда области (дело № А12-3872/11).

## Глава администрации Волгоградской области
29 декабря 2009 года утверждён областной Думой на посту Главы администрации Волгоградской области. Вступление в должность состоялось 12 января 2010 года.
С 16 июня по 18 декабря 2010 — член президиума Государственного совета Российской Федерации.
В целом различные политические силы региона позитивно отнеслись к персоне Анатолия Бровко. Глава Волгограда Роман Гребенников заявил, что «область заслуживает перемен. Она их выстрадала. Анатолий Григорьевич будет соответствовать этим переменам. Я очень хочу, чтобы у него хватило мужества и сил полностью сменить нынешних региональных управленцев». Учитывая последующую отставку самого Гребенникова, можно сказать, что ожидания Романа Георгиевича полностью оправдались. Поддержали назначение председатель Волгоградской областной думы Владимир Кабанов, председатель совета регионального отделения партии «Справедливая Россия» Олег Михеев, координатор волгоградского регионального отделения ЛДПР, лидер партийной фракции в областной думе Александр Потапов. Только первый секретарь волгоградского обкома КПРФ, депутат Госдумы Алевтина Апарина выступила против кандидатуры Анатолия Бровко.
Анатолием Бровко всячески продвигается идея создания некоего национально-патриотического центра «Победа» в качестве «общероссийского центра патриотического воспитания, сохранения духовного и культурного наследия». На проект предполагается потратить 90,7 млрд рублей, между тем по состоянию на октябрь 2011 года несмотря на всяческие уверения властей региона о скором запуске реализации проекта, окончательное решение на федеральном уровне так и не принято. В обществе существует мнение, что данный проект продвигается исключительно с целью хищения бюджетных денег.
В ходе встречи с премьер-министром России Владимиром Путиным 5 марта Анатолий Бровко заявил, что сумма инвестиций в основной капитал в области в 2010 году выросла до 110 млрд рублей по сравнению с 72 млрд руб в 2009 году. Между тем, по данным Волгоградстата, данный показатель за 2010 год составил 74 млрд рублей.
В марте 2011 года Сергей Миронов в своём блоге опубликовал данные опросов Фонда «Общественное мнение» об отношении населения к главам регионов. По уровню падения доверия (в процентах, в феврале 2011 года в сравнении с ноябрём 2010 года) Анатолий Бровко показал пятый результат — его рейтинг уменьшился на 13,5 %.
18 марта 2011 года вице-губернатор по внутренней политике Фёдор Щербаков написал заявление об уходе по собственному желанию. Ранее в отношении Щербакова было возбуждено уголовное дело по фактам хищения бюджетных средств во время празднования Дня Победы в 2010 году. Эксперты говорят о том, что Щербаков был одной из наиболее влиятельных фигур в администрации области. В качестве ответ на кадровый кризис в областной администрации, областная Дума намерена рассмотреть законопроект о Правительстве Волгоградской области, одним из нововведений которого станет необходимость согласования с Думой кандидатур министров. Уже в конце апреля одна из обвиняемых по этому делу, Татьяна Дворникова, была освобождена из-под стражи под залог, после чего скрылась.
23 февраля 2011 года в газете «Волгоградская Правда» опубликовано постановление Главы администрации Волгоградской области «Об отрешении от должности главы Волгограда Р. Г. Гребенникова».
Ещё одним проявлением политического кризиса в регионе стала ситуация в хуторе Тушкановском Нехаевского района. В мае 2010 года в результате аварии перестала функционировать водонапорная башня, снабжавшая жителей хутора питьевой водой. Все просьбы о помощи были проигнорированы властью. После этого жители хутора провели собрание, на котором выразили намерение потребовать от Дмитрия Медведева введения в области прямого президентского правления. В противном случае они намерены бойкотировать предстоящие выборы в Госдуму как неэффективный инструмент решения проблем граждан. При этом огромные средства тратятся областной властью на собственный пиар и обещения предстоящих сомнительных благ вроде чемпионата мира по футболу и центра «Победа».
29 апреля стало известно о назначении Олега Матвейчева на должность вице-губернатора по внутренней и информационной политике. Эксперты связывают назначение Олега Матвейчева, известного своим крайне резким отношение к оппозиционным силам, с предстоящими выборами в Государственную Думу, падающими рейтингами Единой России и сложной обстановкой на политическом поле региона. Между тем, жёсткие высказывания и прямые угрозы в адрес оппозиции, как считают эксперты, вряд ли будут способствовать разрешению сложившейся ситуации. В 2010 году Олег Матвейчев, советник по внутренней политике и куратор Калининградской области, был уволен из администрации Президента России уволен после массовых акций протеста в Калининграде. Источник из руководства «Единой России» сделал корреспонденту The Moscow Post следующее заявление: «В партии удивлены, что губернатор Волгоградской области Бровко сделал своим заместителем по внутренней политике такого человека, как Матвейчев. А ведь после того, как Борис Вячеславович [Грызлов] назвал его [Матвейчева] „невменяемым“, с этим политтехнологом не рискуют связываться „вменяемые“ руководители».
Вскоре после этого назначения Анатолий Бровко заявил, что лично возглавит региональный список кандидатов от «Единой России» на выборах в Государственную Думу. Однако уже в середине июля стало известно, что список, скорее всего, возглавит Первый заместитель председателя Правительства Российской Федерации Виктор Зубков. Сторонники «Единой России» связывают это с высоким политическим ресурсом регионального руководства. Однако, остальные эксперты расценивают такой шаг как последнюю возможность хоть как-то спасти отношение населения региона к Партии. Кроме того, в список участников праймериз партии «Единая Россия» по Волгоградской области включён руководитель управления взаимодействия со средствами массовой информации Следственного комитета Российской Федерации Владимир Маркин.
По данным сводного индекса социально-экономического положения, в январе-марте 2011 года одно из наибольших падений было отмечено в Волгоградской области (89 %).
В 2011 году Волгоградское управление Федеральной антимонопольной службы возбудило дело по признакам нарушения части 1 статьи 15 ФЗ «О защите конкуренции» в отношении Волгоградской областной думы и администрации Волгоградской области. По утверждению заявителя, главного редактора информационного агентства «Высота 102» Александра Осипова, ОАО «Волга-Медиа» (издатель газеты «Волгоградская правда»), 100 % акций которого принадлежат администрации Волгоградской области, в нарушение закона предоставлены субсидии за счёт средств областного бюджета на покрытие затрат этого предприятия на производство продукции средств массовой информации. Рассмотрение дело отложено до сентября 2011 года
На протяжении июня-июля 2011 года в Городищенском районе области глава муниципального района Николай Львов не подписывал контракт с избранным главой администрации Тимуром Курдюковым. Захват власти в районе породил критическую ситуацию, сделав невозможным реализацию хозяйственной политики. Конфликт разрешился только после личного вмешательства Анатолия Бровко.
В начале июля 2011 года началось давление на депутата Государственной Думы и руководителя штаба «Справедливой России» Олега Михеева с целью побудить его передать Центральный стадион в областную собственность.

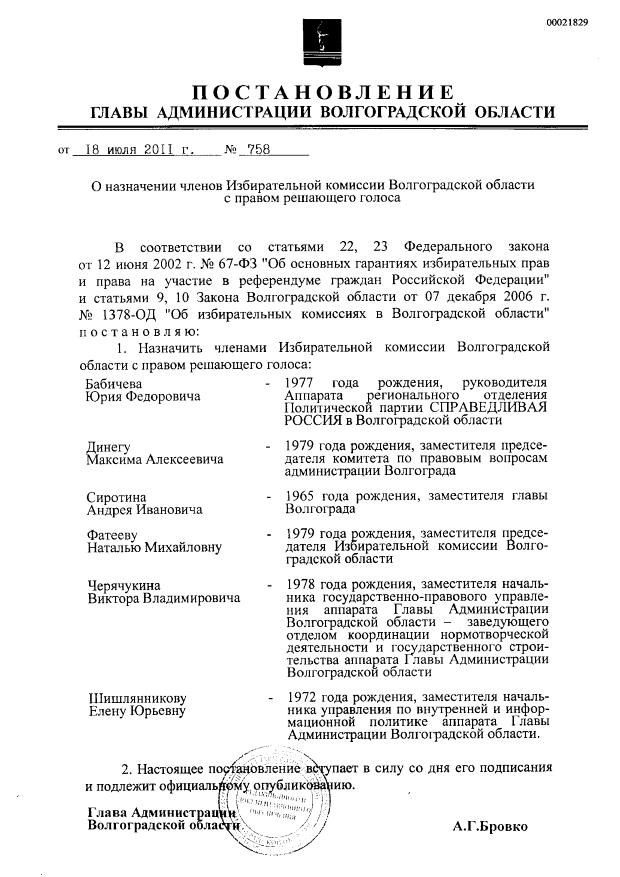
Копия исправленного постановления от 20 июля 2011 года: в списке всего шесть фамилий, тогда как глава администрации должен назначить семь членов

В начале июля 2011 года Главное следственное управление Следственного комитета Российской Федерации по Северо-Кавказскому федеральному округу возбудило уголовное дело в отношении начальника Управления по внутренней и информационной политике аппарата главы администрации Волгоградской области Романа Созарукова. Он обвиняется по двум статьям уголовного кодекса: ч. 4 ст. 159 — мошенничество в особо крупном размере и ст. 289 — незаконное участие в предпринимательской деятельности. При этом первое из вменяемых деяний было совершено им до назначения в аппарат главы администрации области, а второе — уже после. Позже выяснилось, что Созаруков в 2003 году (тогда его звали Рамзан) уже привлекался к уголовной ответственности за хищение и растрату, подделку документов и злоупотребление полномочиями вместе со своей женой Галиной Созаруковой. Факты хищения денежных средств и подделки документов, злоупотребления полномочиями были доказаны в суде в полном объёме. По решению Краснооктябрьского районного суда города Волгограда 10 апреля 2003 года уголовное дело по обвинению супругов Созаруковых было прекращено в связи с изменением обстановки. После указанных событий Созаруков поменял имя на Роман. Впоследствии Роман Созаруков устроился на работу в администрацию Волгоградской области. А его жена занимает пост руководителя контрольного управления администрации Волгограда в команде Сергея Соколова. Интересно, что жена самого Соколова возглавила управление по топливно-энергетическому администрации области. По оценкам экспертов, именно Созаруков сыграл одну из гравных ролей при отстранении Романа Гребенникова с должности главы Волгограда. Никаких официальных комментариев по данной ситуации от официальных лиц областной администрации не поступало, Роман Созаруков остаётся в должности начальника управления по внутренней и информационной политике аппарата главы администрации Волгоградской области. 21 июля планировалось рассмотреть вопрос о привлечении чиновника к дисциплинарной ответственности, однако потом рассмотрение было отложено. Более того, 18 июля 2011 года Анатолий Бровко постановлением главы администрации назначил обвиняемого (обвинение предъявлено 15 июля) Романа Созарукова в новый состав избирательной комиссии Волгоградской области. Изначально постановление было размещено на официальном сайте администрации области, но спустя день исчезло. 20 июля в газете «Волгоградская правда» постановление было опубликовано в изменённом виде — без фамилии Созарукова. При этом никакой информации о внесении изменений в постановление нет. В итоге Роман Созаруков ушёл в отпуск, по окончании которого был отправлен в отставку, однако ещё до этого стало известно, что он займёт новую должность — советника главы администрации Волгоградской области.
Также в июле было возбуждено уголовное дело в отношении сотрудника комитета по делам молодёжи администрации Волгоградской области и двух его соучастников по факту хищения 4 миллионов рублей из бюджета (ч.4 ст.159 УК РФ — мошенничество, совершенное группой лиц по предварительному сговору в особо крупном размере).
В беседе с корреспондентом газеты «Коммерсантъ» один из чиновников в администрации Волгограда заявил: «Все эти громкие уголовные дела и аресты, скорее всего, говорят о том, что у Анатолия Бровко не сложились отношения с местными силовиками, в частности, со Следственным комитетом. Как правило, заступая на пост, главы регионов пытаются заручиться их поддержкой или расставить на эти должности лояльных людей. Господину Бровко это сделать, вероятно, не удалось. Та решительность, с которой ведомство Михаила Музраева [Следственный комитет России по Волгоградской области] „расправляется“ с чиновниками облправительства, может говорить именно об этом».
В конце мая 2011 года было принято решение об изменении процедуры ежегодного отчёта главы администрации области перед областной Думой. Так, в соответствии с новым регламентом нельзя задавать вопросы главе администрации непосредственно во время отчёта — они должны быть поданы заблаговременно в письменной форме, после чего должны быть согласованы в профильном комитете, за окончательный перечень вопросов депутаты голосуют на заседании думы. Только после этого вопросы направляются в аппарат главы администрации. Кроме того, время на выступление депутатов сокращено с пяти до трёх минут. Сам же отчёт Анатолий Бровко должен был представить ещё в январе 2011 года. В феврале на одном из заседаний облдумы срок подготовки был определён до конца марта. Соответствующее письмо депутаты направили главе региона. Однако Бровко, сославшись на занятость, перенёс доклад на неопределённый срок. Эксперты полагают, что срок отчёта откладывался из-за отсутствием у нового главы региона «весомых побед». В итоге доклад был озвучен спустя полгода, 14 июля. Члены фракций КПРФ и Справедливой России бойкотировали отчёт Анатолия Бровко. В своём докладе Анатолий Григорьевич посетовал на природные катаклизмы, помешавшие свершению всех планов в 2010 году и вновь заявил о необходимости создания в регионе национально-патриотического центра «Победа».
30 сентября 2011 года по подозрению в совершении преступления, предусмотренного ст. 285 УК РФ (злоупотребление служебными полномочиями) был задержан председатель комитета по делам молодежи администрации Волгоградской области Владимир Васин.
3 октября 2011 года Дмитрий Медведев провёл совещание с полномочными представителями в федеральных округах по ситуации в жилищно-коммунальном хозяйстве в связи с началом отопительного сезона. На нём президент привёл данные Министерства регионального развития Российской Федерации, о регионах, имеющих наименьший уровень подготовки жилищно-коммунального хозяйства наблюдаются по различным показателям. Волгоградская область была названа в числе аутсайдеров по 6 из 8 направлениям: готовности самого жилищного фонда; готовности котельных; готовности тепловых сетей; замене ветхих и аварийных тепловых сетей; подготовки водопроводных сетей; а также по темпам завоза жидкого топлива. Это не помешало первому заместителю исполняющего обязанности главы Волгограда Игорю Пикалову отчитаться в тот же день о практически 100-процентной готовности города к отопительному сезону.
В результате стремительного падения рейтинга Анатолий Бровко в начале октября 2011 года оказался в числе семи глав регионов, чьи шансы на ближайшую отставку эксперты РБК посчитали наиболее вероятными.
Снят 17 января 2012 года. Формальным поводом стало собственное заявление.

## Дальнейшая карьера
В августе 2024 года Анатолий Бровко, занимавший должность заместителя генерального директора АО «Челябинский электрометаллургический комбинат»), распоряжением Федерального агентства по управлению государственным имуществом (Росимущество) был назначен генеральным директором этого предприятия.

## Семья
Женат, имеет трёх сыновей и дочь.